# Régression sur composantes principales
En statistiques, la régression sur composantes principales est une analyse en régression sur les composantes d'une analyse en composantes principales. On utilise souvent cette technique lorsque les variables explicatives sont proches d'être colinéaires, lorsque par exemple le nombre de variables est très supérieur au nombre d'individus. La régression sur composantes principales est souvent comparée à la régression PLS.

## Principe
La méthode se déroule en trois phases :
- Analyse en composantes principales sur les variables explicatives
- Régression linéaire de la variable dépendante (ou variable à expliquer) sur la partie des composantes la plus corrélée à celle-ci
- Calcul des paramètres de la régression en fonction des variables d'origines[b 1].

#### Ouvrages spécialisés
1. ↑  Tenenhaus 1998, p. 41

#### Articles publiés sur internet
1. ↑  (en) [PDF] The MathWorks, Inc., « « Partial Least Squares Regression and Principal Components Regression » » (consulté le 10 janvier 2012)